# Aminobenzaly
Aminobenzaly jsou organické sloučeniny, cyklické ketaly diolů s 4-dimethylaminobenzylidenem. V rámci léčiv se aminobenzalové skupiny vyskytují v triamcinolonaminobenzalbenzamidoisobutyrátu.